# Tempio serbo-ortodosso della Santissima Trinità e di San Spiridione
Il tempio serbo-ortodosso della Santissima Trinità e di San Spiridione è la chiesa della comunità serbo-ortodossa di Trieste.

## Descrizione
Opera dell'architetto Carlo Maciachini (1869), sorge nel luogo della preesistente chiesa di San Spiridione del 1753.
Il complesso architettonico, posto nel borgo Teresiano nei pressi del canal Grande, riflette un gusto bizantino e si caratterizza per una cupola più alta dei quattro campanili, per le calotte emisferiche azzurre e per le ampie decorazioni a mosaico che abbelliscono le pareti esterne. Ornano la facciata nove grandi statue, opera dello scultore milanese Emilio Bisi (1850-1920).

L'interno è riccamente decorato secondo i canoni bizantini, interamente ornato da pitture ad olio imitanti il mosaico. È presente una ricca iconostasi con quattro icone di grande valore: San Spiridione, Madonna con Bambino, Cristo Re, l’Annunciazione. Sono ricoperte in oro e argento e sono state eseguite in Russia nel primo ‘800. Nel presbiterio sono situati tre altari. La grande lampada d'argento che pende all'ingresso è dono di Paolo Petrovič Romanov, futuro zar della Russia col nome di Paolo I.

## Galleria d'immagini

Gli interni del tempio
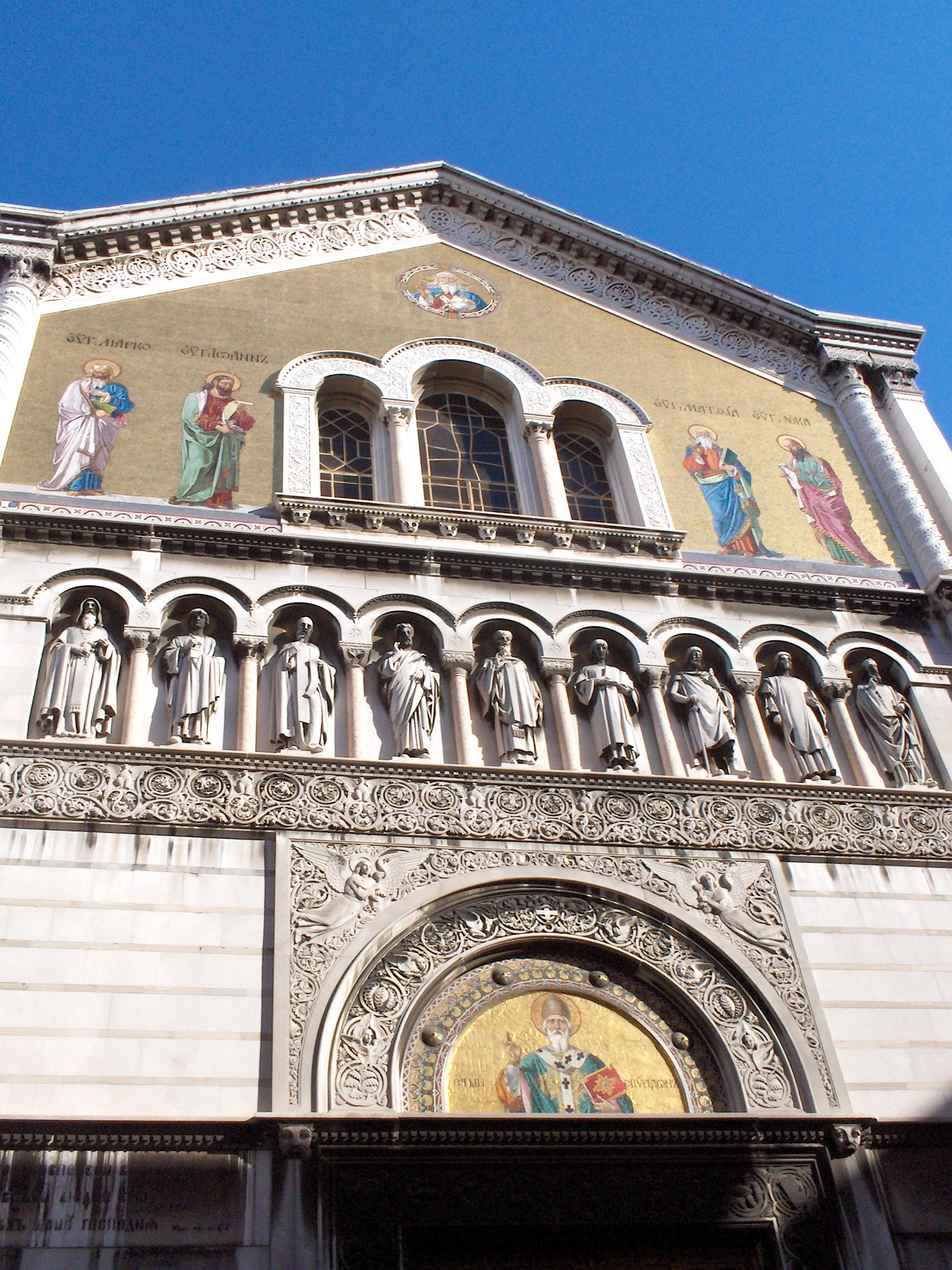
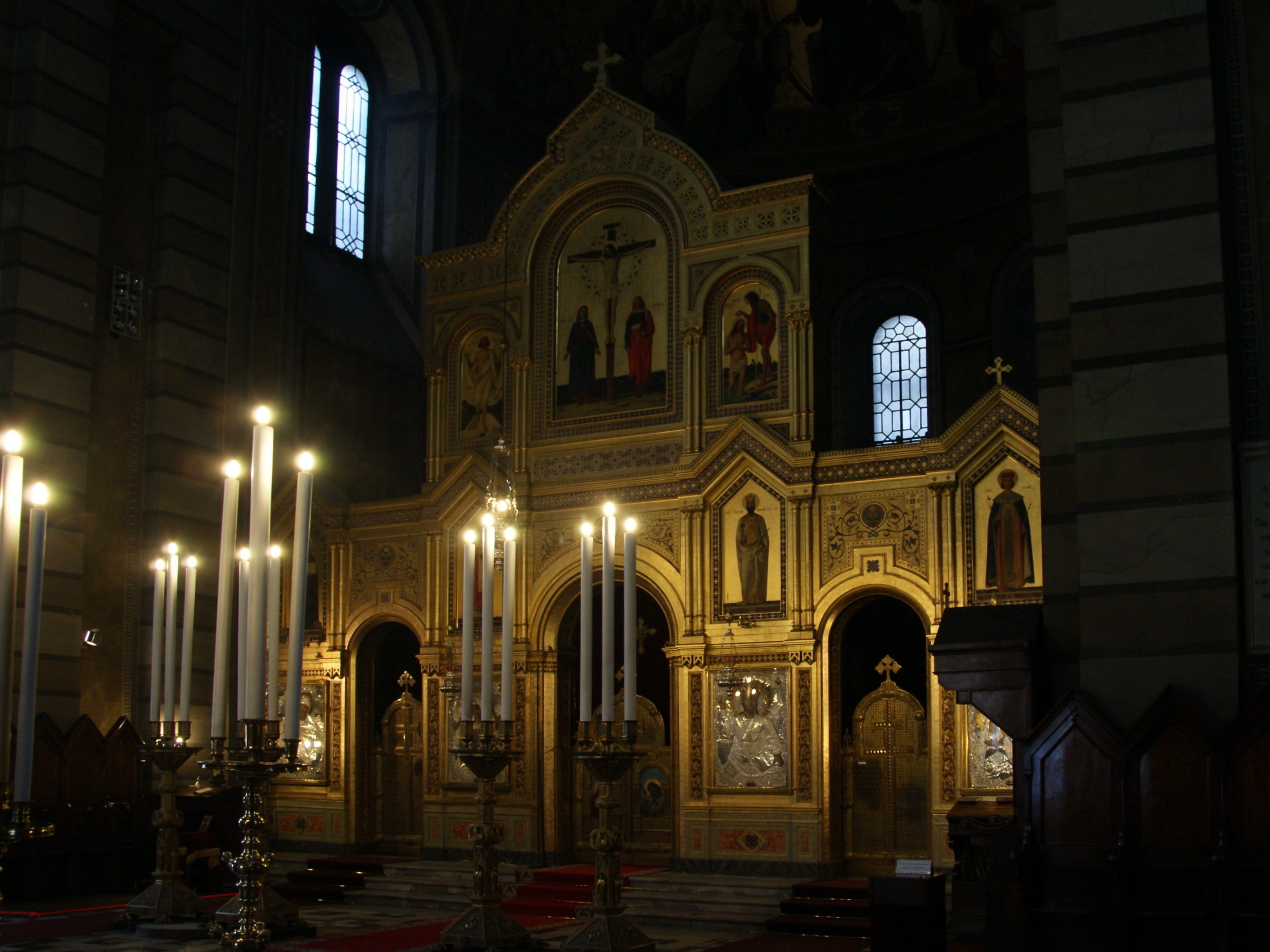
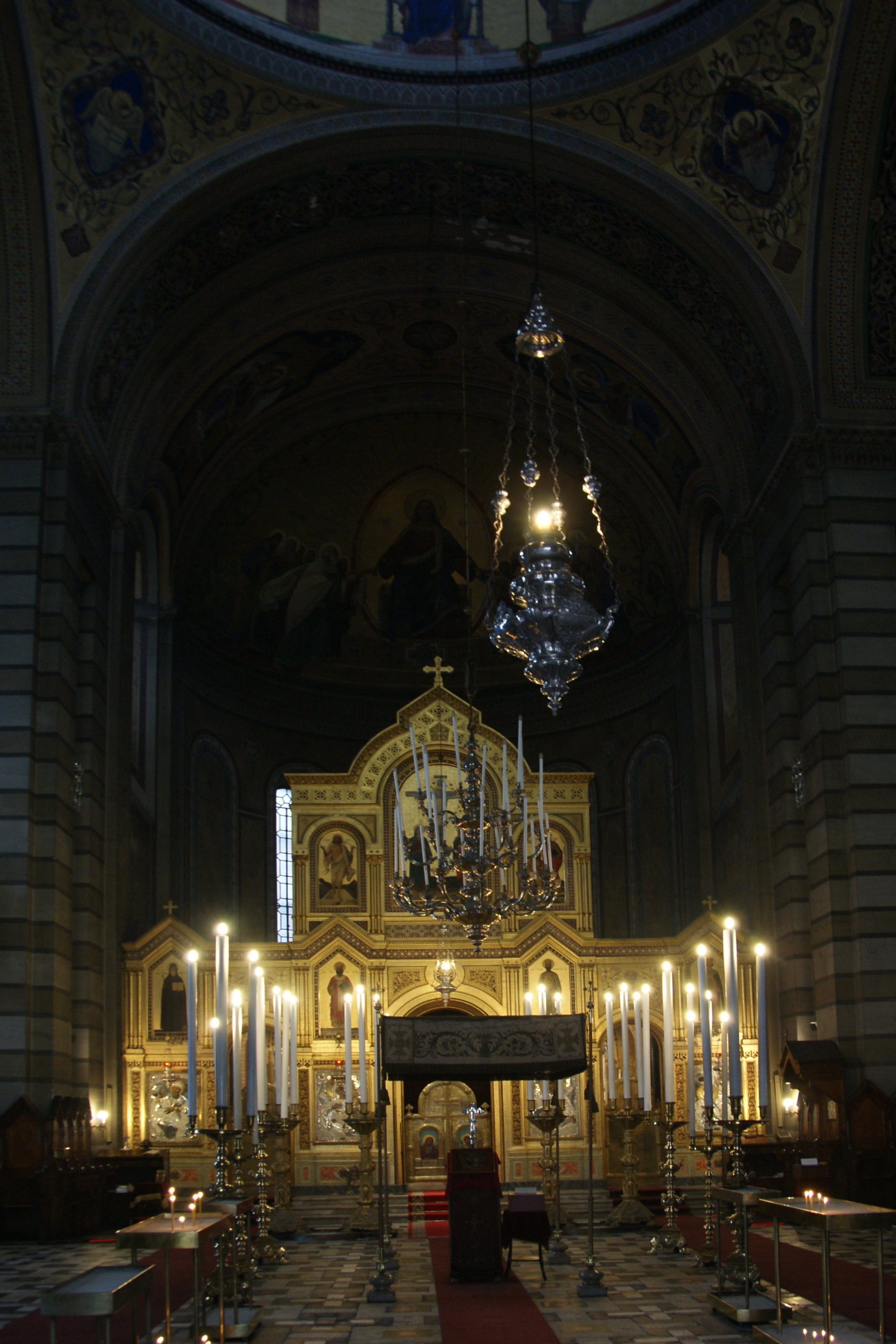
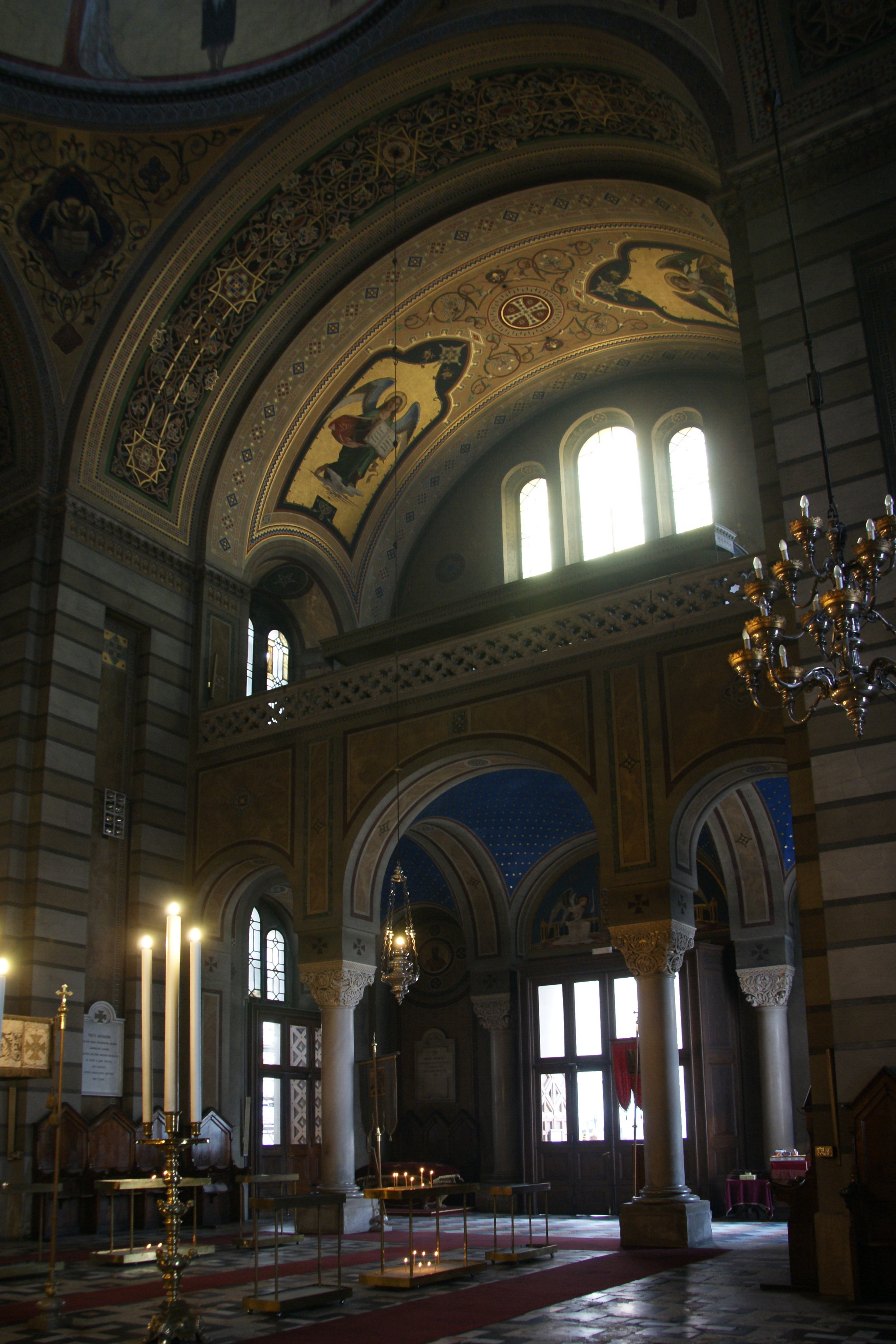
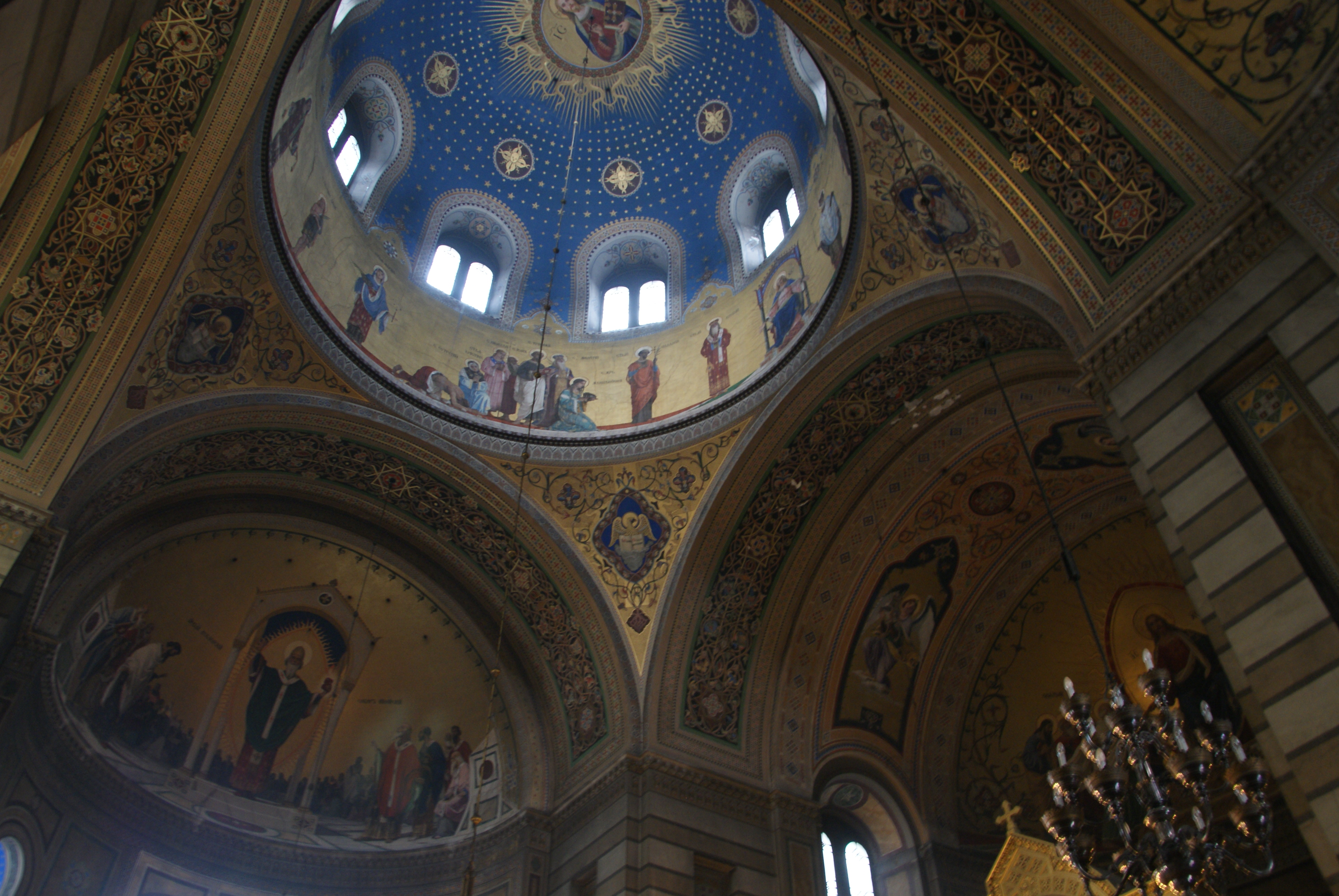